# 예브게니 자먀틴

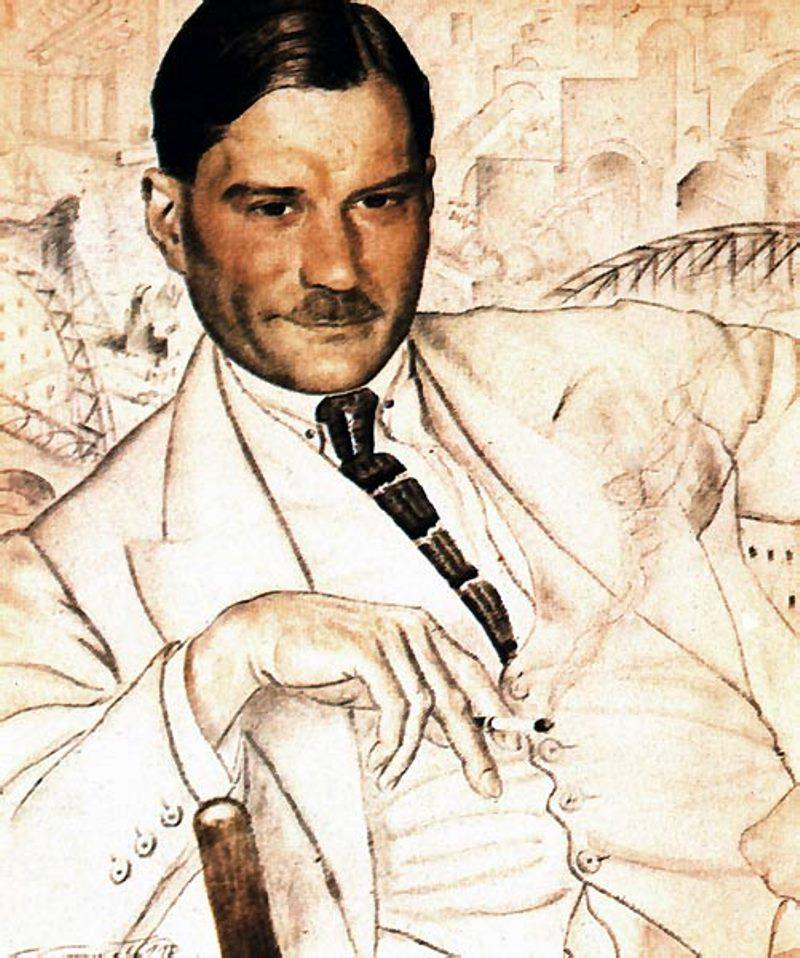
보리스 쿠스토디예프가 그린 자먀틴의 초상화(1923)

예브게니 이바노비치 자먀틴(러시아어: Евге́ний Ива́нович Замя́тин, 러시아어 발음: [jɪvˈɡʲenʲɪj ɪˈvanəvʲɪdʑ zɐˈmʲætʲɪn], 1884년 2월 1일~1937년 3월 10일)은 러시아의 소설가이다.